# Kornylo Ustyjanowytsch

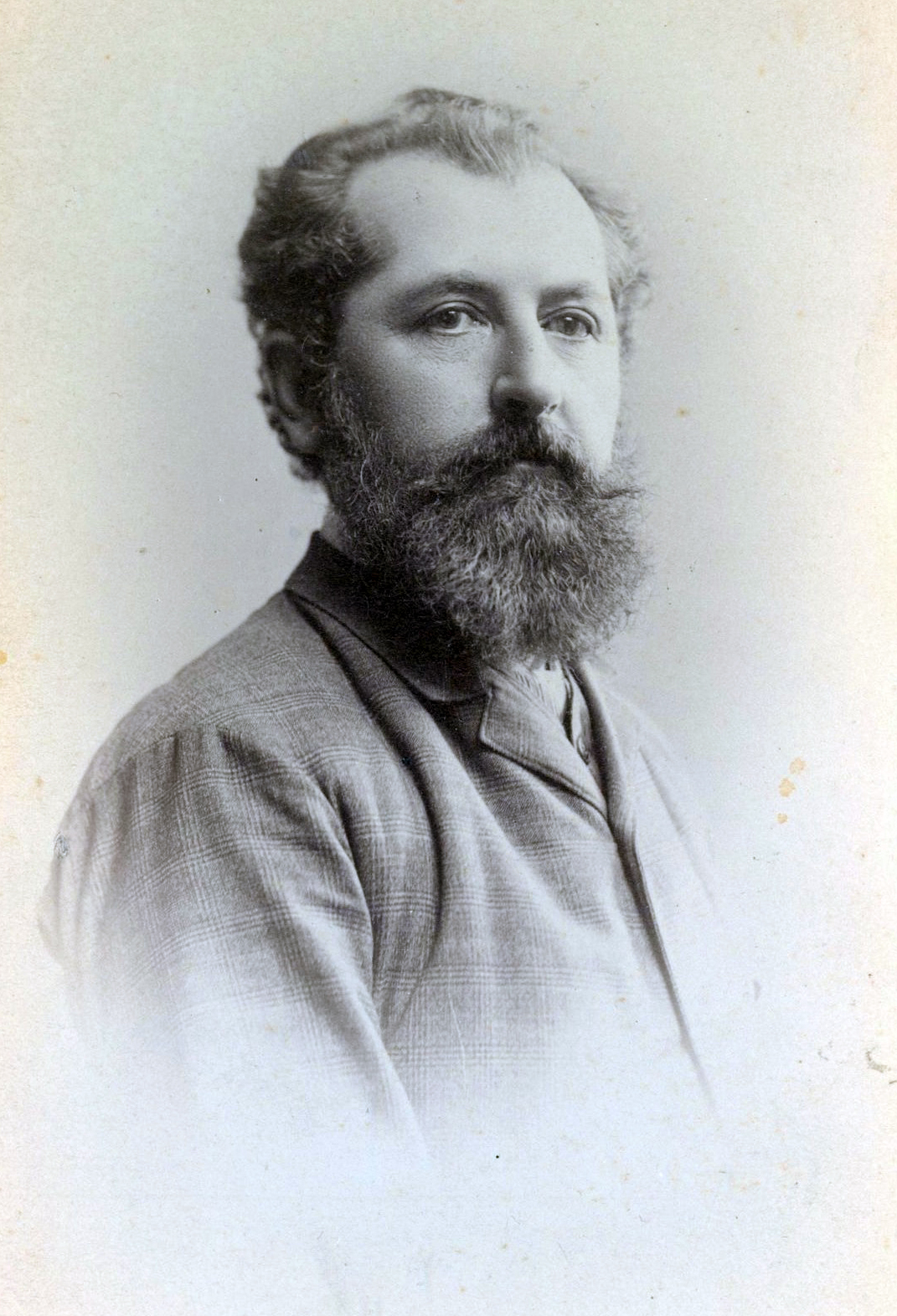
Kornylo Ustyjanowytsch, vor 1880

Kornylo Mykolajowytsch Ustyjanowytsch (ukrainisch Корнило Миколайович Устиянович; * 22. September 1839 in Wowkiw, Galizien, Kaisertum Österreich; † 22. Juli 1903 in Dowhe, Galizien, Österreich-Ungarn) war ein ukrainischer Kunstmaler, Illustrator, Karikaturist, Schriftsteller, Dichter, Dramatiker, Essayist und Humorist.
Ustyjanowytsch ist einer der Gründer der nationalen Schule der realistischen Malerei in Galizien.

## Leben
Kornylo Ustyjanowytsch kam im galizischen Wowkiw im heutigen Rajon Pustomyty der ukrainischen Oblast Lwiw zur Welt.
Er studierte von 1858 bis 1863 an der Akademie der bildenden Künste in Wien und reiste anschließend durch Galizien und die Bukowina. 1867 bereiste er Sankt Petersburg und 1872 Kiew.
Ustyjanowytsch schuf Gemälde und Zeichnungen zu biblischen und historischen Themen, Genrebilder des Dorflebens, Landschaftsbilder und mehr als 40 Porträts, u. a. von Anatol Wachnjanyn (1841–1908), Stepan Katschala (1815–1888), Tyt Rewakowytsch (1846–1919), Teofil Okunewskyj (1858–1937), Julian Lawriwskyj (1819–1873) und Mychajlowytsch Borkowskyj (1841–1921). Berühmt wurde sein Gemälde „Schewtschenko im Exil“, am häufigsten malte er jedoch monumentale Bilder in Kirchen. Er schuf Ikonen für mehr als 50 Kirchen,  15 Ikonostasen und 11 Wandmalereien.
Ende der 1860er Jahre trat er erstmals als Dichter in Erscheinung. In den 1870er Jahren publizierte er seine historischen Gedichte „Iskorosten“, „Swjatoslaw Chorobryj“, „Wadym“,  die Tragödien wie „Oleh Swjatoslawowytsch Owruzkyj“ und „Jaropolk Perschyj Swjatoslawowytsch, welykyj knjas kyjiwskyj“. In den Jahren 1882/83 redigierte und illustrierte er die satirische und humoristische Zeitschrift. Serkalo. Er starb 63-jährig im galizischen Dowhe (Довге) im heutigen Rajon Drohobytsch der Ukraine.

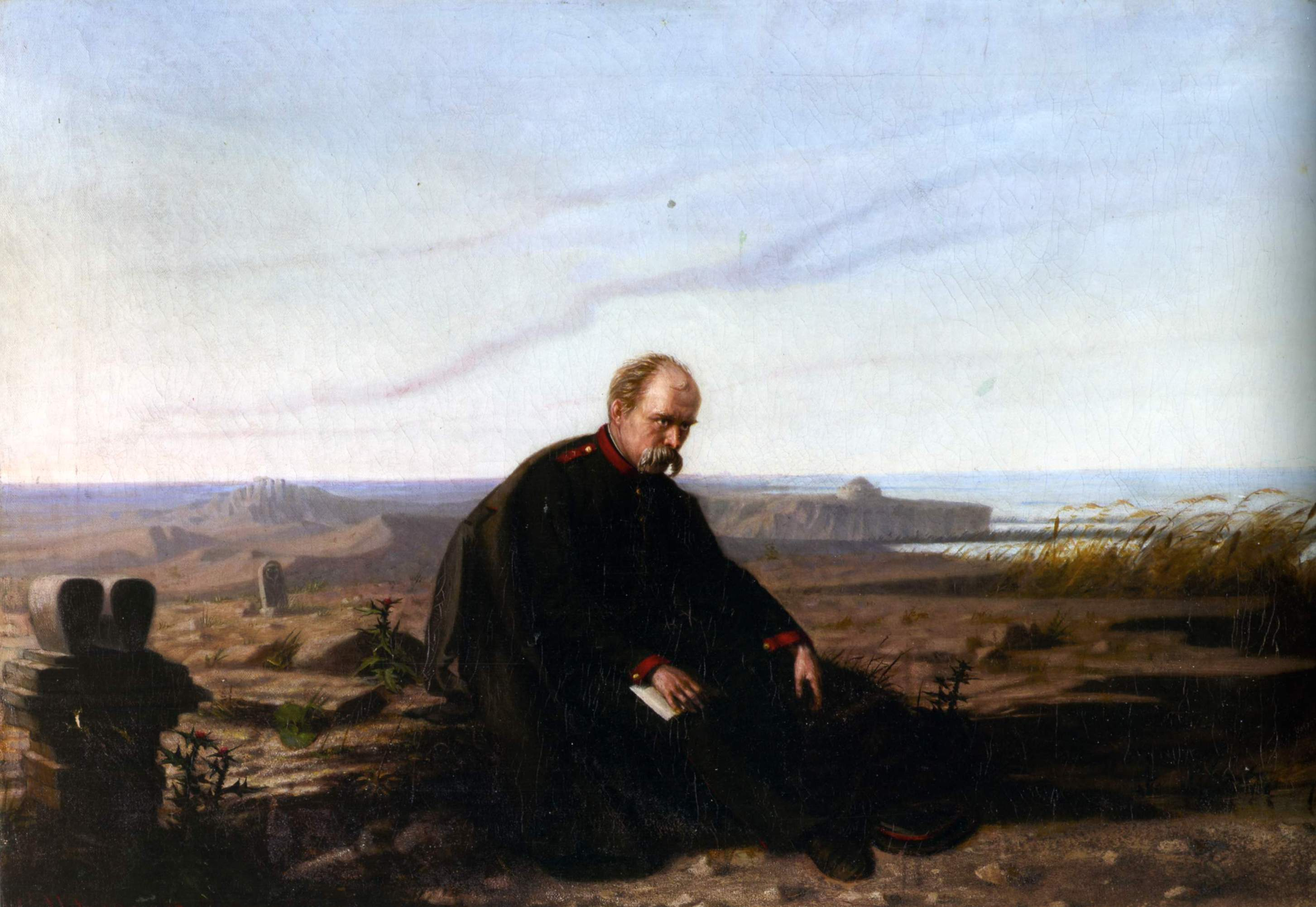
„Schewtschenko im Exil“; 1860/70
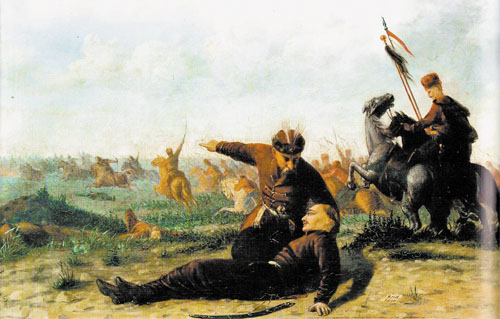
Kosakenkampf; 1890
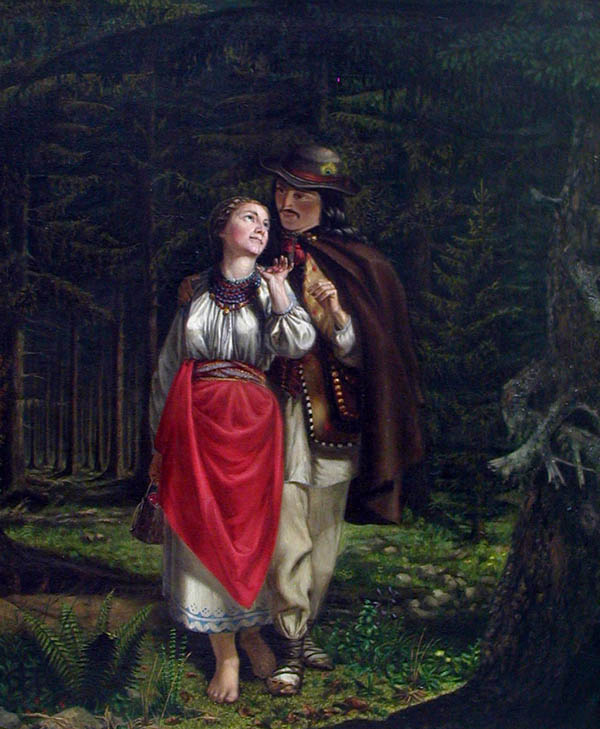
Boykivsky Paar; Nationalmuseum Lwiw
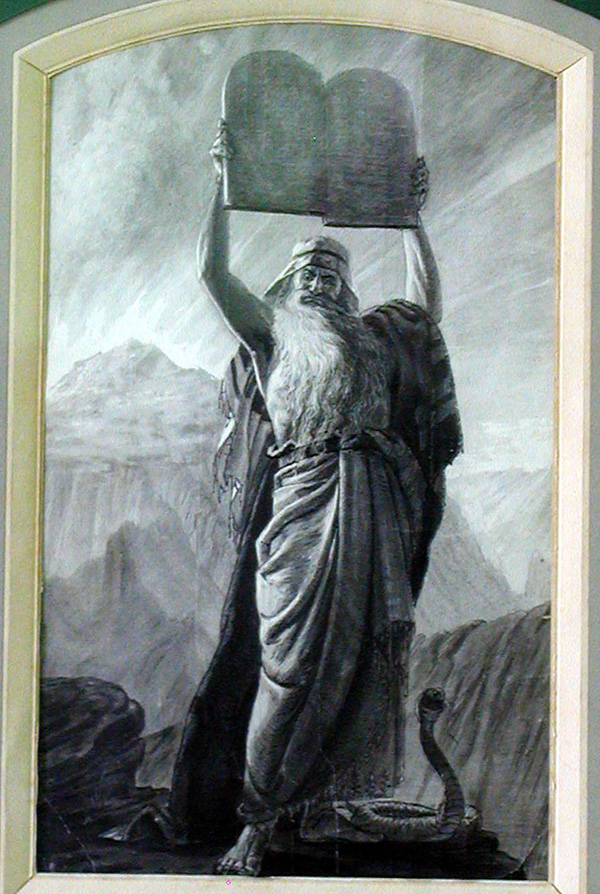
Moses